# Bonagiunta Orbicciani
Bonagiunta Orbicciani, chiamato anche Urbicciani, Urbiciani, Bonaggiunta degli Orbicciani, Bonagiunta da Lucca (in latino Bonagiunta Lucensis; Lucca, 1220 circa – 1290 circa), è stato un poeta italiano, esponente della scuola toscana.

## Biografia
Esercitò forse la professione di notaio e come poeta fu attivo nella seconda metà del XIII secolo, ispirandosi più direttamente ai modi della poesia "siciliana", mediando la sua influenza nell'ambiente toscano. Fu tra coloro che più efficacemente importarono in Toscana le forme poetiche provenzaleggianti della scuola siciliana e soprattutto quella di Jacopo da Lentini.
Come scrive Carlo Salinari:

## Bonagiunta nellaDivina Commedia
Si può dire che egli sia rimasto più noto, nella letteratura italiana, come personaggio del Purgatorio dantesco che per la sua opera  poetica: la lettura tradizionale dell'episodio del canto XXIV è che Dante, per far meglio risaltare la novità del Dolce stil novo, abbia per contrapposizione citato un rappresentante di un genere poetico precedente. Le parole "dolce stil novo" Dante le mette opportunamente sulle labbra di Bonagiunta.
Merito indubbio di Gianfranco Contini, nella splendida edizione ricciardiana del 1960, è invece di aver rivalutato la figura di Bonagiunta, mostrandolo come un protagonista delle tenzoni, le gare poetiche che coinvolgevano tutti i dotti dell'epoca.
Significative tre tenzoni:
- contro Guido Guinizelli con il sonetto Voi ch’avete mutata la maniera, in cui sembra rimproverargli di avere cambiato lo stile delle liriche amorose introducendo un eccessivo intellettualismo e troppi riferimenti filosofici, rendendo la parola poetica oscura e di difficile comprensione ("sottigliansa", cioè speculazione filosofica). A Bonaggiunta risponderà il poeta bolognese con il sonetto Omo ch’è saggio non corre leggero;
- contro un anonimo (si è tentato di riconoscere in questi Monte Andrea oppure Guittone d'Arezzo) che in un dotto sonetto cita raffinati poeti provenzali: Peire Vidal e Osmondo (forse da Verona); la risposta di Bonagiunta è di estremo virtuosismo tecnico: giocato con rime equivoche (figura retorica che consiste nel ripetere lo stesso termine in sede di rima) e rime interne;
- contro un giudice, Messer Gonella, cui risponde Bonodico notaio di Lucca, un sonetto di Bonagiunta e un'ulteriore replica di Messer Gonella e, infine, un ulteriore sonetto di controreplica di Bonagiunta.

Inteso in questo senso di scontro poetico, la scelta di Dante di eleggerlo ad antagonista della poetica propria e di quella della sua scuola non ha un significato riduttivo, ma di riconoscimento del valore dialettico del poeta lucchese.

## Opera
La produzione superstite di Bonagiunta conta 37 componimenti: 18 sonetti certi e uno attribuito, 11 canzoni, 2 discordi, 5 ballate.
L'ultima edizione critica commentata delle Rime di Bonagiunta Orbicciani da Lucca, è stata pubblicata da Aldo Menichetti, nel 2012, per le Edizioni del Galluzzo di Firenze.